# Podhradí (Hradec Králové)
Podhradí (in tedesco Podhrady) è un comune mercato della Repubblica Ceca facente parte del distretto di Jičín, nella regione di Hradec Králové.